# Antillas Menores
Las Antillas Menores o Pequeñas Antillas (en inglés: Lesser Antilles, en francés: Petites Antilles, en papiamento: Antias Menor, en neerlandés: Kleine Antillen) es un archipiélago situado en el mar Caribe y compuesto por las Antillas de menor tamaño, que forman un arco insular al sudeste de las Antillas Mayores (o Grandes Antillas). Se extiende desde el este de Puerto Rico hasta la costa occidental de Venezuela.
Las islas son parte de un largo arco de islas volcánicas, la mayoría de las cuales se encuentran alrededor de la parte oriental del mar Caribe en el límite oeste con el océano Atlántico, y algunas de las cuales se encuentran en una franja sureste de ese mismo mar, justo al norte de América del Sur. Las Antillas Menores más o menos coinciden con el borde exterior de la placa del Caribe, y muchas de ellas se formaron como resultado de la subducción, cuando una o más placas del Atlántico se deslizaron por debajo de la placa del Caribe.
Políticamente, las Antillas Menores se dividen en 8 países insulares independientes, 3 territorios británicos de ultramar, 2 departamentos ultramarinos de Francia, 2 colectividades ultramarinas de Francia, 3 países autónomos del Reino de los Países Bajos, 3 municipios especiales del Reino de los Países Bajos, 1 área insular de Estados Unidos, y 2 entidades federales de Venezuela.
Las principales lenguas habladas en esas islas son el inglés, el francés, el español, el papiamento y el neerlandés.

## Historia

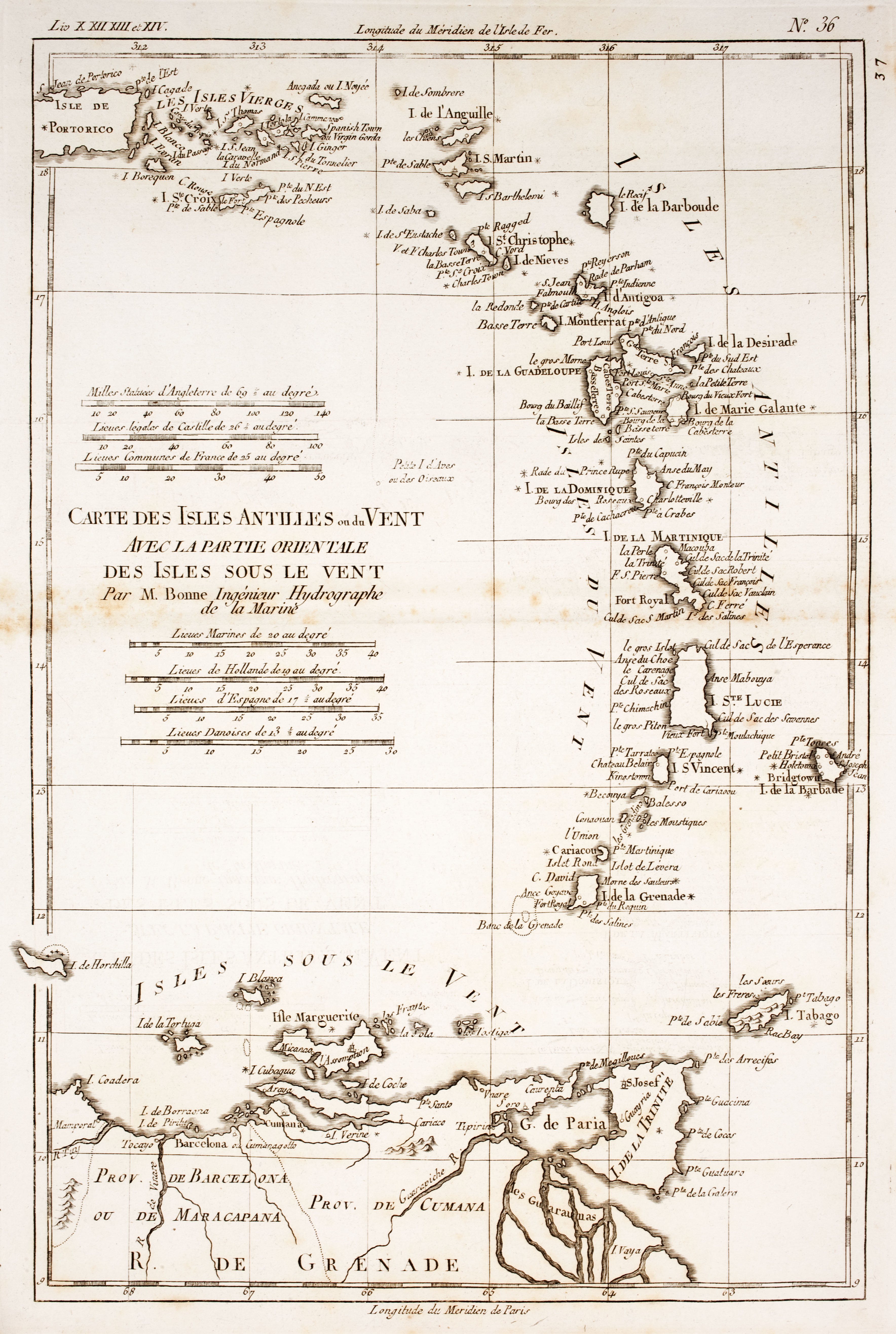
Mapa en francés de las Antillas Menores del año 1780.

Los españoles fueron los primeros europeos en arribar a las islas con la llegada de Cristóbal Colón. En 1493, en su segundo viaje, Colón llega a las costas del mar Caribe, donde navega descubriendo varias islas de las Antillas Menores. A la primera isla que descubrió en este viaje la llamó la Deseada. Los españoles reclamaron la isla Dominica y tomaron posesión solemne en tierra de la isla que llamaron Marigalante. Luego fondearon junto a la isla que llamó Guadalupe. Para posteriormente visitar a Montserrat, a Antigua y a San Cristóbal. Posteriormente atraviesa el archipiélago de las Once Mil Vírgenes.
A lo largo de los siguientes siglos, españoles, franceses, neerlandeses, daneses e ingleses se disputaron varias de las islas.
Pierre Belain d'Esnambuc fue un comerciante y aventurero francés en el Caribe, que estableció la primera colonia francesa permanente, Saint-Pierre, en la isla de Martinica en 1635. Belain navegó al Caribe en 1625, con la esperanza de establecer un asentamiento francés en la isla de San Cristóbal (St. Kitts). En 1626 los franceses, bajo el liderazgo de Pierre Belain d'Esnambuc, comenzaron a interesarse por Guadalupe y expulsaron a los colonos españoles.
Martinica fue cartografiada por Colón en 1493, pero España tenía poco interés en el territorio. Cristóbal Colón desembarcó el 15 de junio de 1502, después de 21 días de travesía con vientos alisios, su viaje oceánico más rápido. El 15 de septiembre de 1635, Pierre Belain d'Esnambuc, gobernador francés de la isla de San Cristóbal, desembarcó en el puerto de San Pedro con 80-150 colonos franceses después de haber sido expulsado de San Cristóbal por los ingleses. D'Esnambuc reclamó Martinica para el rey francés Luis XIII y la "Compagnie des Îles de l'Amérique". 
La isla de Margarita en la actual Venezuela fue descubierta el 15 de agosto de 1498 durante el tercer viaje de Colón. En ese viaje el Almirante descubriría también la tierra firme, Venezuela. Aquel día de agosto, Colón divisó tres islas, dos de ellas pequeñas, bajas y áridas (las actuales Coche y Cubagua), 
La provincia de Trinidad (actual Trinidad y Tobago) fue creada en el siglo XVI por los españoles, siendo su capital San José de Oruña. Pero en el transcurso de las guerras napoleónicas, en febrero de 1797, una fuerza británica inició la ocupación del territorio. Y en 1802 España reconoció la soberanía Británica.
En 1917, Estados Unidos compró las Islas Vírgenes Danesas. La mayoría de las colonias británicas se volvieron Estados independientes, las islas de las Antillas Menores pertenecientes a Venezuela fueron dividas en 2 entidades diferentes: el Estado Nueva Esparta y las Dependencias Federales (1938). En 1986, Aruba se convirtió en país autónomo de los Países Bajos y en 2010 el resto de las Antillas Neerlandesas se disolvió para formar entidades más pequeñas.
El 18 de julio de 1995, el volcán Soufrière Hills, en la parte sur de la isla de Montserrat, entró en erupción. Los flujos piroclásticos y lahares destruyeron la capital de la era georgiana de Montserrat, Plymouth. A consecuencia de esto, dos tercios de la población de la isla emigró, entre 1995 y 2000, principalmente al Reino Unido, quedando la población reducida a menos de 1200 personas.
Los dos departamentos oficiales franceses de ultramar son Guadalupe y Martinica. San Martín y San Bartolomé, anteriormente adscritos al departamento de Guadalupe, tienen un estatuto separado como colectividades de ultramar desde 2007.

## Geografía

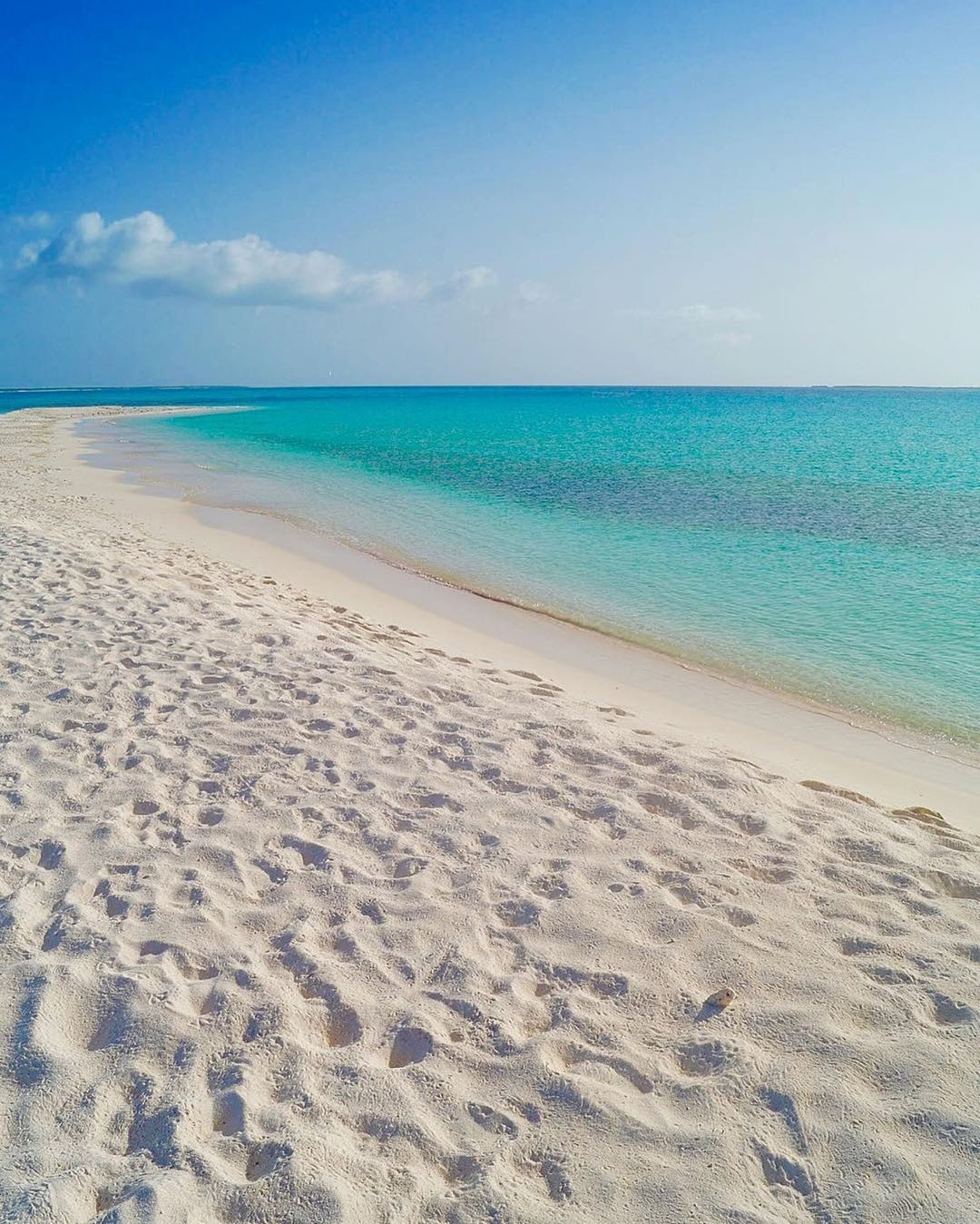
Isla La Tortuga, Dependencias Federales de Venezuela

- El pico más alto es La Soufrière (1467 m) situado en la isla de Basse-Terre, en el archipiélago de Guadalupe.
- La fosa oceánica más profunda está en el Atlántico (–8800 m) es la fosa de Puerto Rico, a lo largo de las Islas Vírgenes estadounidenses.
- Se extiende por 14 307 km², de los cuales más de la mitad pertenecen a la soberanía de dos países: Trinidad y Tobago con más de 5 100 km², y Francia (departamentos de Guadalupe y Martinica, y colectividades de San Martín y San Bartolomé) con más de 2 800 km².
- La población total de las Antillas Menores rondaría los 3 970 000 habitantes (para 2006), de los cuales más de la mitad habitan en Trinidad y Tobago (1,36 millones) y  en los territorios franceses de Guadalupe, Martinica, San Martín y San Bartolomé (800 mil), y en el estado Nueva Esparta de Venezuela unos 400.000.
- Las Antillas Menores políticamente pertenecen a trece países: 8 países cuyo territorio está íntegramente dentro del Mar de las Antillas (Antigua y Barbuda, Barbados, Dominica, Granada, San Cristóbal y Nieves, San Vicente y Las Granadinas, Santa Lucía, Trinidad y Tobago) y otros 5 países cuya mayor parte del territorio se encuentra fuera del Mar Caribe (Estados Unidos, Francia, Países Bajos, Reino Unido y Venezuela).

### Geología

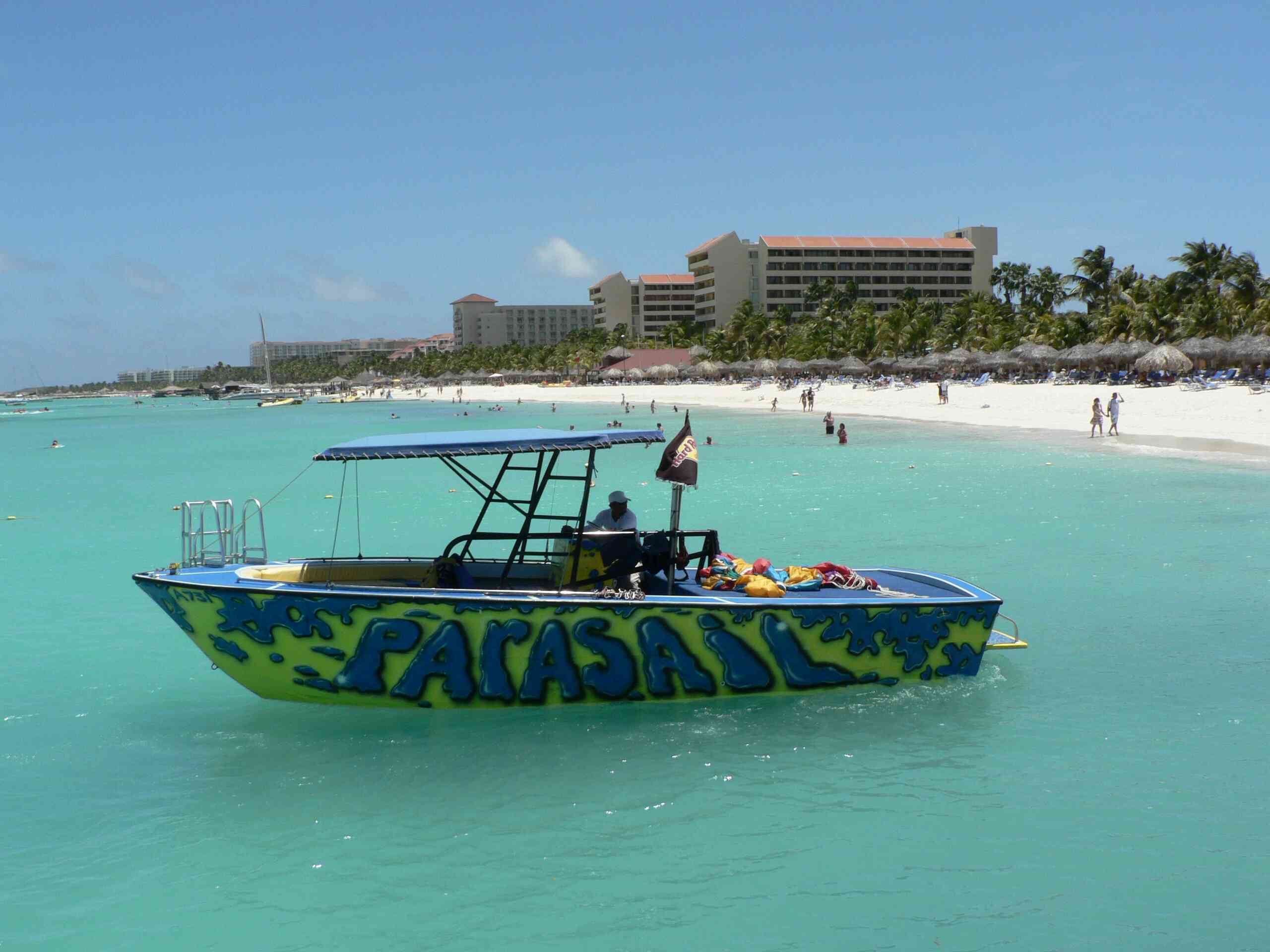
Palm Beach, Aruba

Las Antillas Menores coinciden más o menos con el acantilado exterior de la Placa del Caribe. Muchas de las islas se formaron como resultado de la subducción de la corteza oceánica de la Placa Atlántica bajo la Placa del Caribe en la zona de subducción de las Antillas Menores. 
Este proceso continúa y es la causa de la actividad volcánica y sísmica de la región. Las islas de la costa sudamericana son el resultado de la interacción entre la placa sudamericana y la placa del Caribe, que es principalmente de deslizamiento, pero incluye un componente de compresión.
Geológicamente, el arco insular de las Antillas Menores se extiende desde Granada en el sur hasta Anguila en el norte. Las Islas Vírgenes y la Isla del Sombrero forman parte geológicamente de las Antillas Mayores, mientras que Trinidad forma parte de Sudamérica y Tobago es el resto de un arco insular independiente. Las Antillas de Sotavento son también un arco insular separado, que se relaciona con América del Sur.

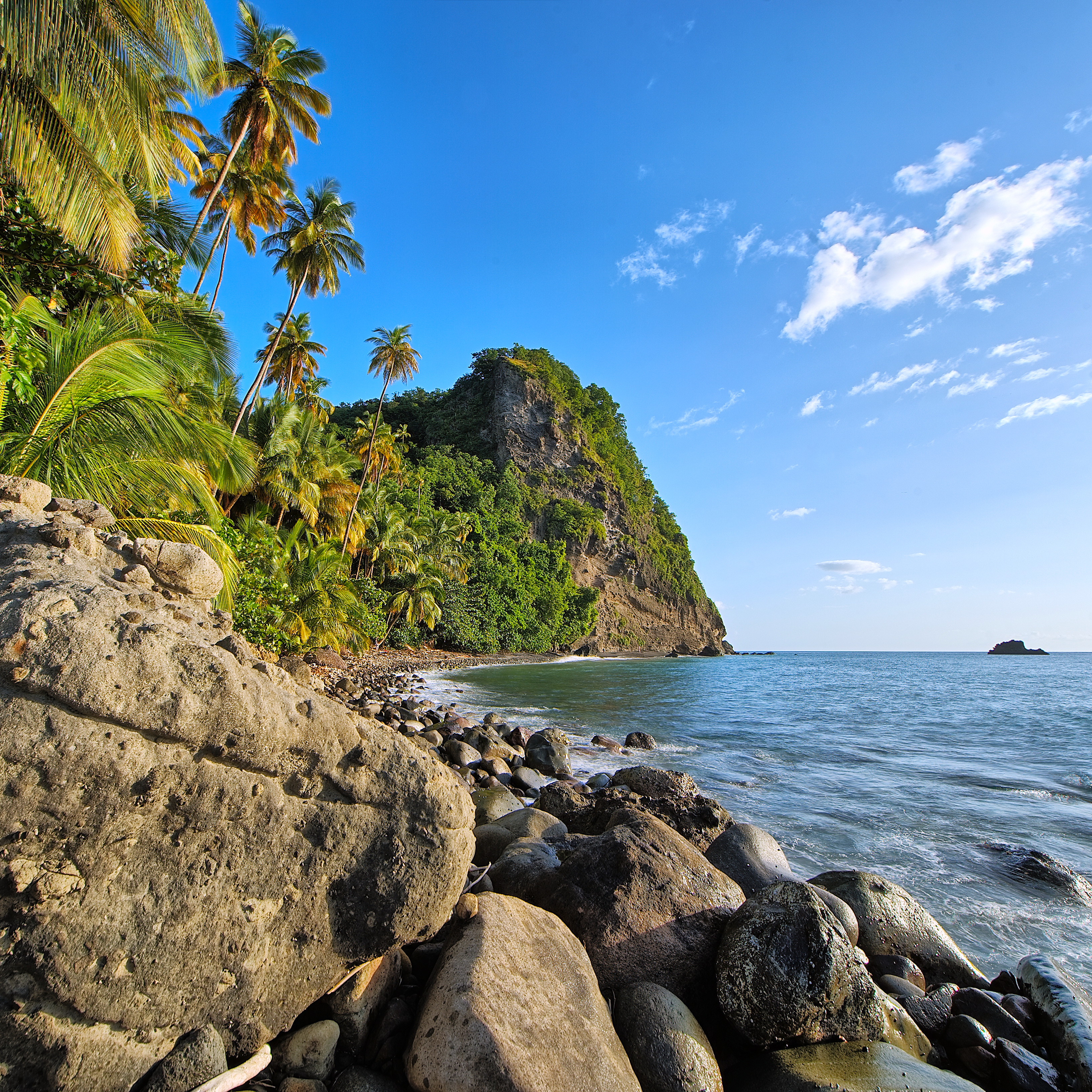
La isla francesa de Martinica

Las Antillas Menores están formadas principalmente por islas volcánicas. Esta zona de subducción crea las condiciones para la generación de magma, lo que provoca frecuentes erupciones volcánicas. Islas como Montserrat, San Vicente y Granada están salpicadas de volcanes, siendo el volcán Soufrière Hills, en Montserrat, uno de los más conocidos por su reciente actividad.
Además de las islas volcánicas, en las Antillas Menores también hay islas calcáreas, formadas principalmente por la acumulación de arrecifes de coral y sedimentos marinos. Estas islas, como Barbados, no tienen volcanes activos, pero son ricas en historia geológica, con capas de sedimentos que cuentan historias de niveles del mar y cambios climáticos pasados. La composición calcárea también hace que estas islas sean especialmente susceptibles a la erosión, dando forma a sus paisajes en formaciones kársticas.
La geología de las Antillas Menores también incluye importantes rasgos tectónicos, como fallas geológicas, que contribuyen a la actividad sísmica de la región. Los terremotos son relativamente frecuentes debido a los continuos movimientos y ajustes de las placas. Estos eventos sísmicos a veces pueden desencadenar tsunamis.

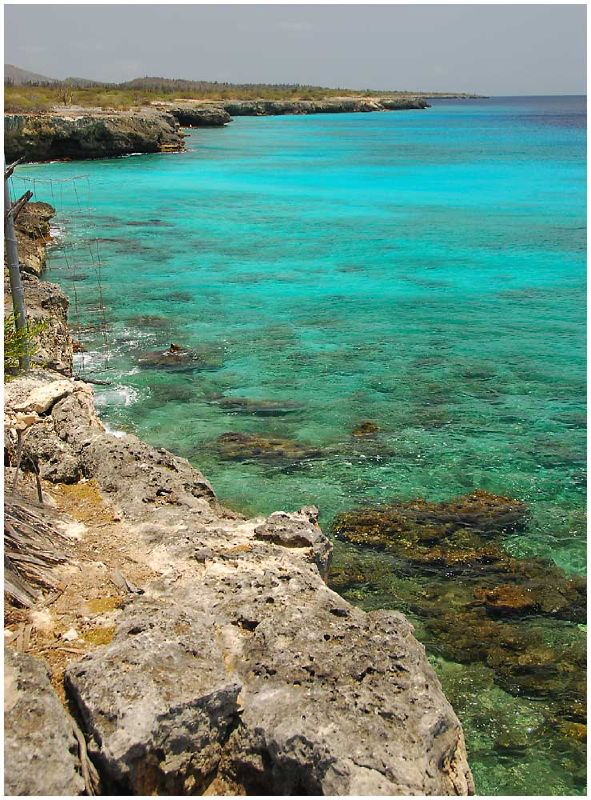
Costa de la isla de Bonaire

Las cuencas sedimentarias que rodean las Antillas Menores, sobre todo en los mares circundantes, guardan importantes registros geológicos. Estas cuencas contienen depósitos de varias épocas geológicas, desde el Cretácico, que pueden estudiarse para comprender el paleoambiente, el paleoclima e incluso la evolución tectónica de la región del Caribe. La exploración de estas cuencas también reviste interés para los recursos de hidrocarburos, ya que se han descubierto varios yacimientos de petróleo y gas en sus proximidades.
La interacción entre la corteza oceánica y la continental en la zona de subducción también ha dado lugar a la creación de tipos de roca únicos. Los procesos magmáticos producen rocas como la andesita y el basalto, que son comunes en los arcos volcánicos de todo el mundo, pero que tienen composiciones distintas en las Antillas Menores debido al entorno tectónico específico. Estas rocas no sólo nos dan una idea de los procesos del manto terrestre, sino que también influyen en el suelo y, por tanto, en la biodiversidad de estas islas.
La actividad geotérmica es otro aspecto de la geología de las Antillas Menores, sobre todo en las islas con volcanes activos o extintos. El calor del interior de la Tierra en estas zonas puede aprovecharse para obtener energía geotérmica, ofreciendo soluciones energéticas sostenibles. Lugares como Dominica y Santa Lucía han explorado o están explorando la energía geotérmica como alternativa a los combustibles fósiles tradicionales.

Por último, la geomorfología de las Antillas Menores, modelada por procesos tanto volcánicos como erosivos, ha dado lugar a un paisaje diverso de montañas, valles y accidentes costeros. Esta topografía variada no sólo afecta a la habitación humana y las actividades económicas en estas islas, sino que también desempeña un papel en la preservación de ecosistemas únicos, haciendo de las Antillas Menores un punto caliente para la investigación geológica y biológica.

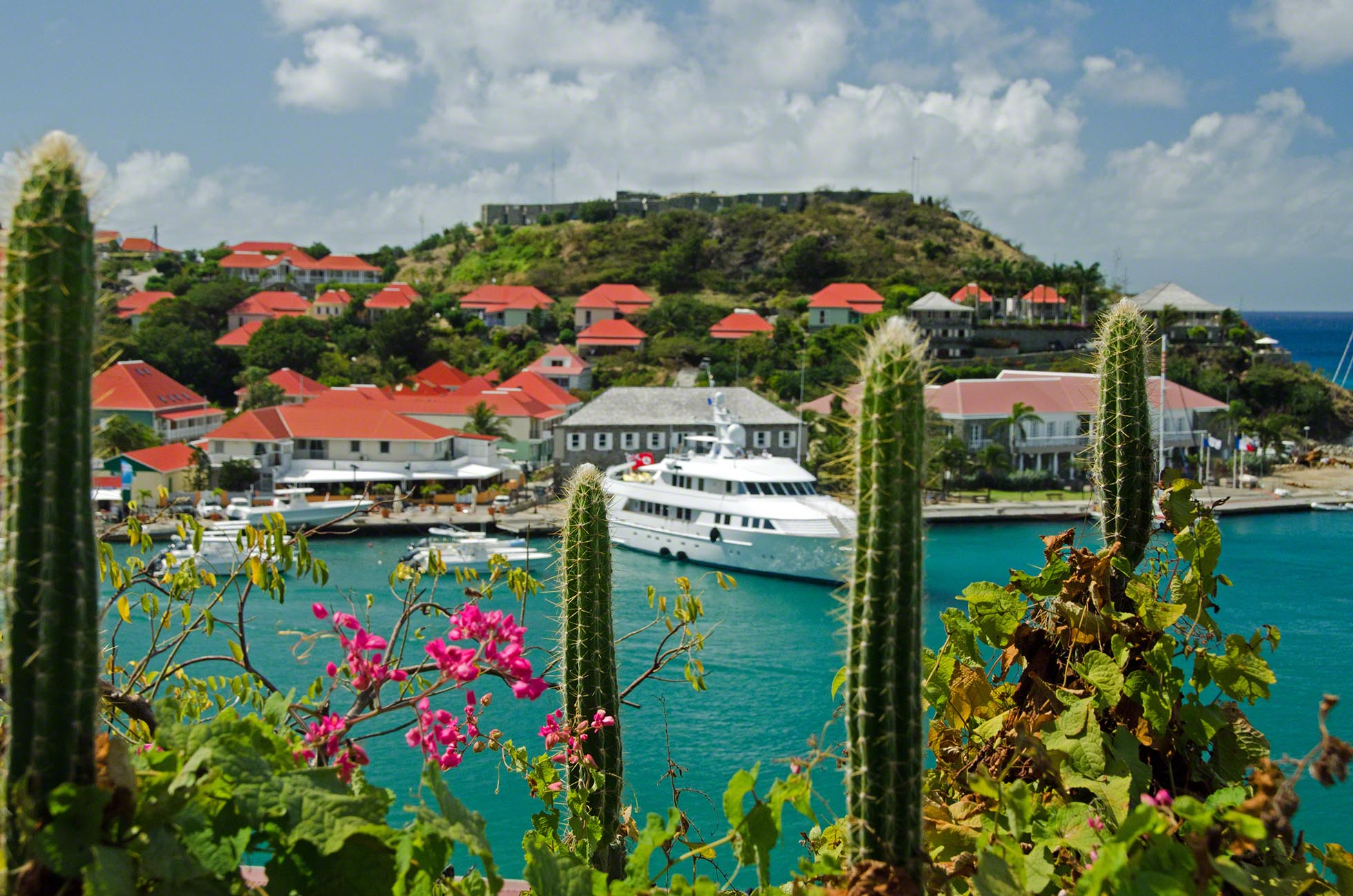
Gustavia, la capital de la isla francesa de San Bartolomé

### Clima
El clima tropical cálido es agradablemente templado por los vientos alisios más o menos constantes durante todo el año. Estos vientos son solo interrumpidos por algunas tormentas sobre el océano Atlántico. En el interior, el clima es ligeramente más caliente, y se enfría con la altitud, y a medida que aumenta la humedad.
Se distinguen dos estaciones:
- La temporada fría y seca (diciembre a junio).
- La húmeda y caliente (junio-diciembre).

### Fauna
Las Antillas Menores, una cadena de islas que separa el mar Caribe del océano Atlántico, son un fascinante laboratorio evolutivo. Muchas de ellas tienen una topografía, un clima y una historia geológica prácticamente idénticos. La evolución tomó caminos notablemente diferentes, debido en parte a acontecimientos de colonización aleatorios, pero también a la aleatoriedad del propio proceso evolutivo. (Este relato no incluye islas como Trinidad y Tobago, que en su día estuvieron conectadas al continente y tienen un subconjunto de fauna sudamericana en lugar de una fauna verdaderamente antillana). 

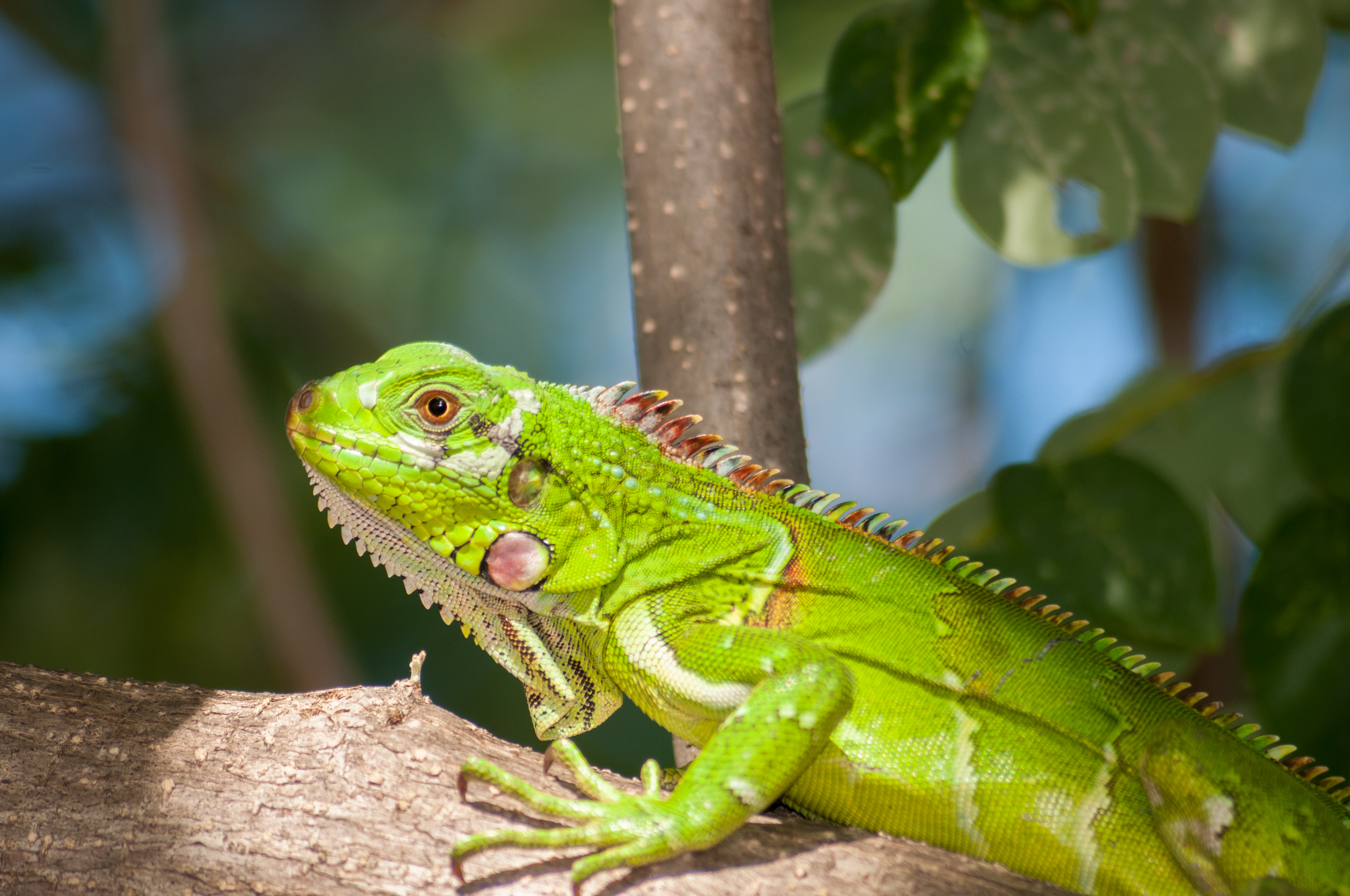
Iguana en la Isla de Margarita

Todos los mamíferos terrestres autóctonos de las Antillas Menores, excepto los murciélagos y la zarigüeya de Robinson (esta última sólo se encuentra en Granada), han sido exterminado  por las oleadas de colonización humana y las especies introducidas por el hombre. Lo que vivía allí es casi desconocido porque el registro fósil es extremadamente pobre, pero se cree que había al menos diez especies de roedores.
El manatí del Caribe y la foca monje del Caribe también han sido exterminados. Los mamíferos autóctonos extinguidos han sido sustituidos por especies introducidas. Se cree que algunas de ellas (agutí de tres subespecies diferentes, zarigüeya común, armadillo de nueve bandas) son introducciones precolombinas; otras son más recientes. Entre estas últimas se encuentra la pequeña mangosta india, que ha causado innumerables extinciones entre la fauna local. Los murciélagos siguen siendo bastante diversos e incluyen al menos nueve especies endémicas y casi endémicas.

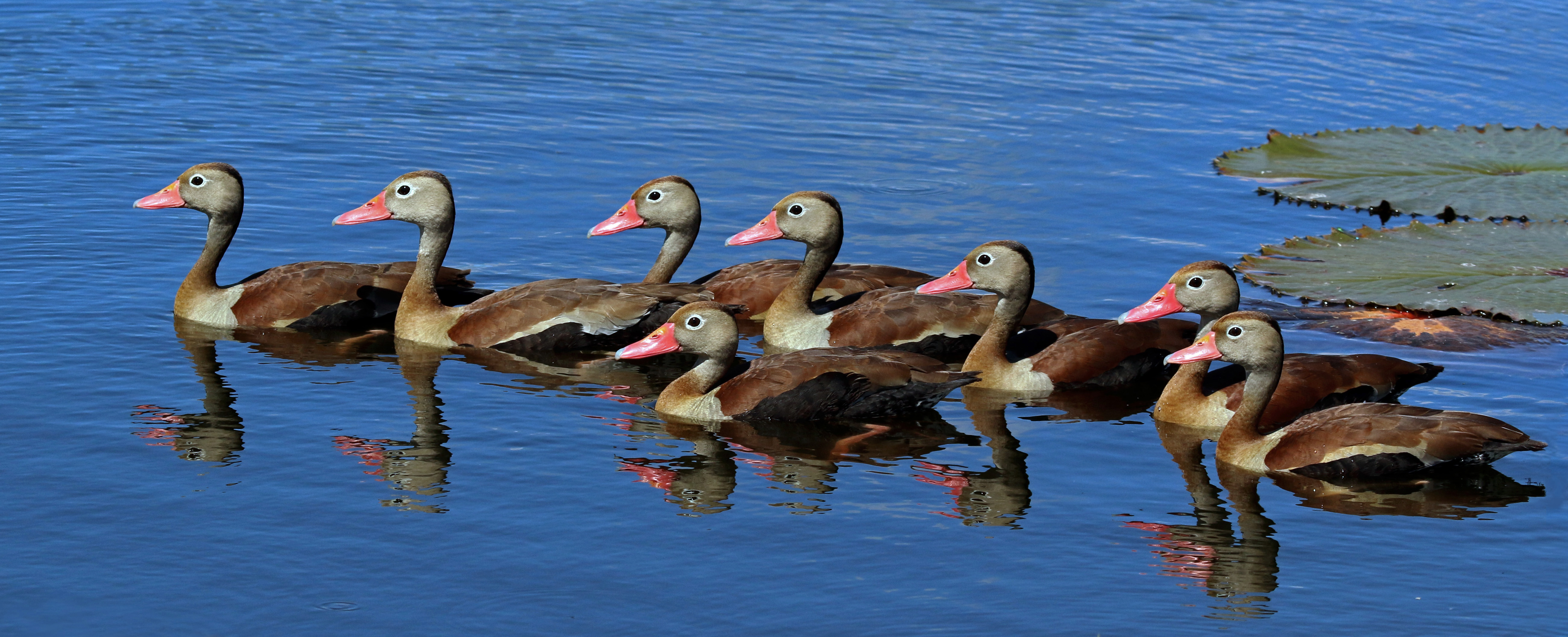
Especímenes de Pato silbón (Dendrocygna autumnalis) en Trinidad y Tobago

Entre las especies de especial interés se encuentran el murciélago orejudo de embudo (ahora endémico de las Antillas Menores debido a recientes divisiones), el murciélago arborícola (endémico de todas las islas mayores excepto Granada y Barbados), el murciélago frugívoro de las Antillas (endémico de todas las islas mayores excepto Granada; en otros lugares sólo se encuentra en Puerto Rico), el murciélago insular de lengua larga (endémico de todas las islas mayores), el murciélago de ojos grandes de Guadalupe (endémico de Guadalupe, Montserrat y St. Kitts); murciélago de hombros amarillos de Ángel (endémico de Montserrat, Guadalupe, Dominica y Martinica); murciélago de hombros amarillos de Paulson (endémico de St. Vincent y Granada); murciélago pardo de Guadalupe (endémico de una sola isla), Myotis dominicana (endémica de Guadalupe y Dominica), Myotis de Schwartz (endémica de Martinica) y Myotis nyctor.
Hay 26 especies de cetáceos en las aguas circundantes, y algunos de ellos, en particular los delfines pantropicales moteados y de Frazer, la ballena cabeza de melón y el cachalote, son más fáciles de ver aquí que en otros lugares, sobre todo si se desea verlos bajo el agua. 

## Demografía

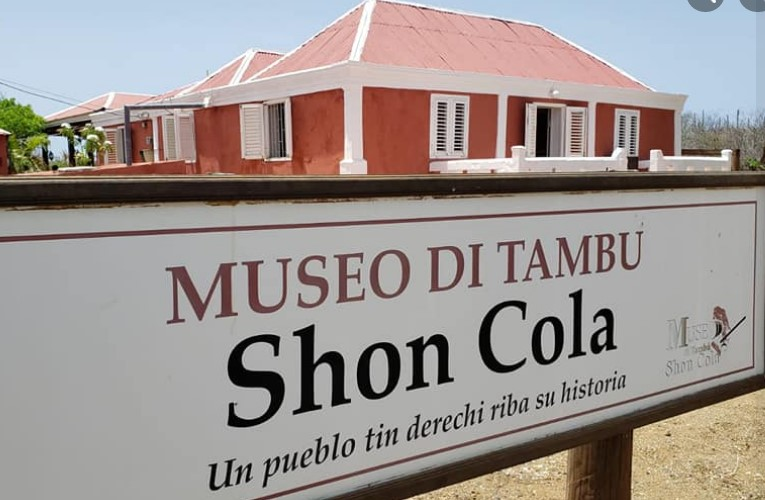
Un cartel en Curazao escrito en papiamento la lengua principal de la isla

Con excepción de Trinidad y Tobago ninguna de las Antillas Menores excede el millón de habitantes. Siendo el territorio dependiente menos poblado la isla neerlandesa de Saba con poco más de 2000 habitantes.
La mayor parte de la población es seguidora del cristianismo repartido entre la Iglesia católica y diversas denominaciones protestantes, pero también existen considerables minorías de musulmanes, hindúes y judíos sobre todo en los territorios que fueron colonias o dependencias del Reino Unido.
Las lenguas principales son el inglés, el francés, el español, el papiamento y el neerlandés. El inglés es la lengua oficial de la mayoría de los territorios pequeños del área, el español se usa en las Islas Vírgenes Españolas (parte de Puerto Rico) y en dos entidades federales de Venezuela (Dependencias Federales y Estado Nueva Esparta), el francés en cuatro dependencias con diversos estatus, el papiamento en las islas de Aruba, Curazao y Bonaire, y el neerlandés de forma muy minoritaria en estas islas también y en tres dependencias menores más.

## Islas
| País independiente           | País independiente                     | | Área   | Población        |                        |
| País                         | Territorio dependiente                 | Islas | (km²)  | (habitantes)     | Idioma oficial         |
| Naciones soberanas           |                                        | |        |                  |                        |
| Antigua y Barbuda            | Antigua y Barbuda                      | Antigua — Barbuda — Redonda | 443    | 68 722 (2005)    | Inglés                 |
| Barbados                     | Barbados                               | - | 431    | 279 912 (2007)   | Inglés                 |
| Dominica                     | Dominica                               | - | 754    | 69 278 (2004)    | Inglés                 |
| Granada                      | Granada                                | Granada — Ronde— Carriacou — Pequeña Martinica | 344    | 89 502 (2005)    | Inglés                 |
| San Cristóbal y Nieves       | San Cristóbal y Nieves                 | San Cristóbal — Nieves | 261    | 38 958 (2005)    | Inglés                 |
| San Vicente y las Granadinas | San Vicente y las Granadinas           | Baliceaux — Bequia — Canouan — Mayreau — Mustique — Isla Palm — Pequeño San Vicente — Cayos de Tobago — Unión — San Vicente | 389    | 117 534 (2005)   | Inglés                 |
| Santa Lucía                  | Santa Lucía                            | - | 616    | 160 145 (2002)   | Inglés                 |
| Trinidad y Tobago            | Trinidad y Tobago                      | Trinidad — Tobago — Chacachacare — Gaspar Grande — Gasparillo — Isla Huevos — Monos — Pequeña Tobago | 5128   | 1 075 066 (2005) | Inglés                 |
| Territorios dependientes     |                                        | |        |                  |                        |
| Estados Unidos               | Islas Vírgenes de Estados Unidos       | Santo Tomás — San Juan — Santa Cruz — Isla del Agua | 352    | 124 778 (2003)   | Inglés                 |
| Estados Unidos               | Islas Vírgenes Españolas (Puerto Rico) | Culebra - Vieques | 165,1  | 11 119           | Español, inglés        |
| Francia                      | Guadalupe                              | Basse-Terre — La Desirade — Grande-Terre — Petite Terre — Les Saintes — Marie-Galante | 1628   | 408 000 (2007)   | Francés                |
| Francia                      | Martinica                              | - | 1100   | 432 900          | Francés                |
| Francia                      | San Martín                             | Norte de la Isla de San Martín — Tintamarre | 53,2   | 33 102 (2004)    | Francés                |
| Francia                      | San Bartolomé                          | - | 25     | 8450 (2007)      | Francés                |
| Países Bajos                 | Aruba                                  | Isla de Palm - Isla Renaissance | 193    | 110 000 (2010)   | Neerlandés, papiamento |
| Países Bajos                 | Bonaire                                | Klein Bonaire | 288    | 13 389 (2010)    | Neerlandés, Papiamento |
| Países Bajos                 | Curazao                                | Klein Curazao - Isla Penso | 444    | 142 180 (2010)   | Neerlandés, papiamento |
| Países Bajos                 | Saba                                   | Isla Verde | 13     | 1737 (2010)      | Neerlandés             |
| Países Bajos                 | San Eustaquio                          | - | 21     | 2886 (2010)      | Neerlandés             |
| Países Bajos                 | Sint Maarten                           | Mal Aborder | 34     | 37 429 (2007)    | Neerlandés, inglés     |
| Reino Unido                  | Anguila                                | Anguila — Anguillita — Dog — Little Scrub — Prickly Pear — Sandy — Scrub — Seal — Sombrero | 91     | 13 477 (2006)    | Inglés                 |
| Reino Unido                  | Islas Vírgenes Británicas              | Tórtola — Virgen Gorda — Anegada — Jost Van Dyke | 153    | 23 098 (2006)    | Inglés                 |
| Reino Unido                  | Montserrat                             | - | 102    | 4819 (2007)      | Inglés                 |
| Venezuela                    | Estado Nueva Esparta                   | Margarita — Coche — Cubagua | 1150   | 436 944 (2007)   | Español                |
| Venezuela                    | Dependencias Federales Venezolanas     | Los Monjes — Las Aves — Los Roques (Gran Roque, Francisquí, Isla Larga, Nordisquí, Madrisquí, Crasquí, Cayo Espenquí, Cayo Carenero, Cayo de Agua, Dos Mosquises, Cayo Sal, Cayo Grande) — Los Hermanos — Los Frailes — Aves — La Sola — La Tortuga (Cayo Herradura — Islas Los Tortuguillos) — La Orchila — La Blanquilla — Los Testigos — Patos | 342,25 | 1765 (2001)      | Español                |